# یوری ریاضانوف
یوری ریاضانوف (به انگلیسی: Yuri Ryazanov) ژیمناست زادهٔ ۲۱ مارس ۱۹۸۷ میلادی اهل کشور روسیه است.